# Нигер (река)
Вижте пояснителната страница за други значения на Нигер.
Река Нигер е най-голямата река в Западна Африка, дължината ѝ е повече от 4000 километра (4180 km). Нейният водосборен басейн е с площ от 2 117 700 km2. Тя е третата по големина в Африка, след реките Нил и Конго. На един от африканските езици – туарег, името на реката означава „Река на реките“.
Извира от Гвинейското плато в югоизточната част на Гвинея в близост до границата и със Сиера Леоне. Върху картата на Африка течението на реката наподобява на полумесец преминаващо през Мали, Нигер където прави обширна вътрешна делта, продължава като част от граница на Бенин и навлиза в Нигерия. Завършва с масивна делта, реката се влива в Гвинейския залив. Поради саванния климат максимумът на водните количества е през лятото по време на дъждовния период, а на маловодието – през сухия зимен период. Водите на река Нигер се използват за напояване, електродобив и корабоплаване (по долното течение).
Шотландският изследовател Мънго Парк е първият съвременен европеец проучил реката в района на средното и течение.

## Етимология
На западноафриканските езици от групата мандинг Нигер се нарича Jeliba или Joliba в превод „Великата река“, на игбо е Orimiri или Orimili – „Великата вода“, на туарег е Egerew n-Igerewen – „Река на реките“, на сонгай е Isa Ber – „Голямата река“, а на йоруба е Oya. Произходът на името Нигер, което първоначално се прилага само към средното течение на реката, не е сигурно. Възможно е под влияние на звуковата прилика с латинската дума niger – „черен“ името да е дошло от туарегското име egerew nigerewen, което се използвало от племената за обозначаване на поречието на Нигер в района на Тимбукту. Поради, това че Тимбукту е център на търговските пътища свързващи Средиземноморието с района на юг от Сахара, то и познанията за тази част на Африка идват основно от там.
Средновековните европейски карти описват реката с името Нигер, но течението в района на съвременна Нигерия е наричано Quorra (Kworra). Според същите втората река е смятана за отделна, различна от Нигер. Едва когато европейските колониалисти започват да проявяват интерес към района през 16 и 17 век, започва да се смята, че устието на днешната река Сенегал е всъщност устието на Нигер. В същото време делтата на Нигер, която представлява стотици километри блата и мангрови гори се е смятала за крайбрежна влажна зона. Едва през 18 век с експедициите на Мънго Парк, в района на Сахел се доказва, че големите реки Гамбия, Сенегал и Нигер не са свързани помежду си и се уточнява тяхната изворна област.
Съвременните държави Нигерия и Нигер използват името на река Нигер като наследство от колониалната епоха, когато районът на реката е наричан Горен, Среден и Долен Нигер.

## История
Произходът на името на реката остава неясно. Ясно е, че името „Нигер“ се използва в средиземноморския свят от периода на класическата епоха, когато информацията за зоната от европейците е малко по-добра от легендите за мястото. Внимателното проучване на вътрешността на Сахара от класиците започва с трудовете на Птолемей. Той споменава две реки в пустинята – „Гир“ и друга по на юг – „Ни-Гир“. Първата река се идентифицира като Уади Гир от северозападния край на алжирския пустинен район Туат. Името на реката вероятно е в резултат на предположение, тъй като тя се намира далеч на юг и не влиза в т.нар. „познат свят“ за хората от средиземноморието. Древноримският историк Светоний съобщава, че римляни са пътували до реката „Гер“. Това обаче не е сигурно доказателство дали реката е Нигер, понеже на берберски език думата „gher“ означава „речно корито“. Според Плиний тези две реки се свързват с Нил посредством дълго речно корито, което на места преминава през езера и подземни секции. Това твърдение се е приемало за истина в арабския и европейски свят чак до 19 век като се е приемало дори, че и река Сенегал е също приток на Нил. Връзката на реките с Нил е направена, защото реката идва от непознатата земя Етиопия, намираща се южно от Сахара, а и Нил ежегодно през лятото е повишавал значително своето ниво. В Европа и Западна Азия, наводнения се случват през пролетта, след топенето на снега. Класическите автори обясняват летния потоп, чрез изчисляване на времето, необходимо за придошлите води да се движат надолу по реката и изчисляване колко дълъг е Нил за да се придвижат водите му от планините до Египет. Това твърдение е било доста грешно поради факта, че цикъла на Нил се влияе основно от тропическите дъждове, но това не е било известно за класическия средиземноморски свят. Дори сведенията на арабските изследователи Leo Africanus и Ибн Батута, който дори е посетил и реката – митът за това че Нигер и Нил са свързани продължава. До 18 век остава неизвестно къде реката излива своите води и докато римляните са предполагали, че това е в Нил, то ранните европейски изследователи приемат, че тя е приток на река Сенегал.
Един от първите, оспорили това мнение, е В. Г. Браун, в съчинението си „Travels in Africa“ (1799). През 1788 г. в Англия е създадена Африканска асоциация, която има за цел насърчаване на откриването на вътрешните части на Африка. През 1796 г. младият шотландски лекар Мунго Парк първи от европейците достига до бреговете на река Нигер. Парк установява, че Нигер тече на изток и няма нищо общо с реките Сенегал и Гамбия, като дотогава европейците са считали, че Нигер се разделя на тези две реки. Парк има намерение да изясни накъде в действителност протича Нигер, но поради тропическа болест е принуден да се върне назад. През 1805 г. Парк отново посещава Нигер и изследва течението ѝ от Бамако до Бусанга, където е убит от местните аборигени.
За долното течение на реката по това време не е известно нищо, но се предполага, че тя се влива в Гвинейския залив. Това е потвърдено при пътешествието на Диксън Денам и Хю Клапертън през 1825 г. и второто пътешествие на Клапертън прлез 1827 г. В края на 20-те години на 19 век, френският пътешественик Рене Кайе посещава Тимбукту. През 1830 г. британското правителство изпраща Ричард Лендър, спътник на Клапертън при предното му пътешествие, по бреговете на Нигер, за по-задълбочено изследване на течението на реката. Ричард Лендър, с брат си Джон, достигат по суша до Бусанга, откъдето се спускат по течението 900 km, достигайки Гвинейския залив. През 1832 г. братята Лендър навлизат в реката през Бенинския залив и плават срещу течението ѝ. Подобно пътешествие, едновременно с тях, извършват Леърд и Олдфийлд, като последния достига до Раби, на 750 km от устието.
В периода 1857 – 64 г., Уилям Бейки, заедно с английски морски офицери, изследва долното течение на Нигер до Раба и основава по брега ѝ мисии и търговски станции. Средното течение на реката, от Тимбукту до Саи, е изследвано от Хайнрих Барт през 1854 г. Течението на Нигер между устията на Бенуе и Раба е изследвано от Ралф през 1867 г., но още през 1832 г. Ланг почти достига изворите на Нигер, основният от които, Темби, е открит от Мустие и Цвайфел през 1879 г. Точно изследване на течението на Нигер между Гамаки и Тимбукту, с нанасянето му на карта, е извършено от френския офицер Карон през 1887 г.
През 19 век, в горната част на средното течение на Нигер, около Тимбукту, трайно се настаняват французите. Оттук търговията се отправя на запад, т.е. по течението на река Сенегал. В същото време по течението на Нигер вече се развиват европейски търговски фактории. През 80-те години на 19 век, англичаните изкупуват френските фактории.
На 24 октомври 1946 г. трима французи, Жан Сови, Пиер Понти и кинорежисьора Жан Руш, и тримата бивши военнослужещи в африканските френски колонии, решават да извършат пътешествие по цялата дължина на реката – нещо, което най-вероятно не е правил никой преди тях. Те започват пътя си от изворите на Нигер в района на Кисидугу, Гвинея Бисау, отначало пеш, тъй като условията не им позволяват използването на сал. След това, по време на пътешествието, с разширяването и вдълбочаването на реката, те използват най-различни плавателни средства. Пиер Понти прекратява участието си в Ниамей, а другите двама пътешественика достигат океана на 25 март 1947 г. Своят път те заснемат на 16-милиметрова лента, акот от този материал Жан Руш монтира първите си два етнографски документални филма: Au pays des mages noirs и La chasse à l’hippopotame. Лентата служи и за илюстрации към книгата на Руш, която е публикувана след това, Le Niger En Pirogue (1954), както и към доста по-късно издадената Descente du Niger (2001). Пиер Понти носи със себе си пишеща машина и в хода на експедицията изпраща статии до вестници..
През 2005 г. норвежкият пътешественик Хелг Хеланд предприема още една експедиция по цялата дължина на Нигер, дапочвайки пътя си в Гвинея Бисау през 2005 г. Той също заснема документален филм за пътешествието си, който е озаглавен „The Cruellest Journey“.

## География
Водите на река Нигер са относително бистри. Като за сравнение тя носи около 10 пъти по-малко наноси от Нил. Причината за това е, че водите на реката преминават през райони, които осигуряват малко тиня. Подобно на Нил обаче реката наводнява местата около бреговете си през септември с пик през ноември и се оттегля в нормалното си русло през май.
Една необичайна особеност на реката е Вътрешната делта на Нигер. Представлява наводнявана долина с размерите на Белгия, част от голямо безотточно езеро в миналото. В резултат на това вътрешната делта представлява плетеница от блата и езера, които се увеличават по площ при сезонните наводнения. През тази част на годината районът се превръща в изключително продуктивни както за риболов, така и за селско стопанство. Намира се в Мали, а интересен факт е, че тук зимува основната част от популацията на белия щъркел преминаваща по западния миграционен път през Гибралтар.
Делтата е с дължина от 425 km и средна ширина 87 km. Там, където днес в Нигер се влива река Бани в миналото е имало огромно безотточно езеро. Днес езеро се образува по време на влажния сезон като водите му се използват от местното население за напояване на обработваемите земи. Водата е ценен дар и за напояване на стадата от домашни животни, диви животни и птици. За около четири месеца през дъждовния сезон (от юли до октомври) площта на делтата се увеличава от 3,9 хил.km² до 20 хил.km².
Реката губи почти две трети от своите води в района на Вътрешната делта между градовете Сегу и Тимбукту в резултат на просмукване и изпаряване. Дори и водата от река Бани, която се влива в делтата при Мопти, не може да компенсира загубите. Средната загуба на вода в района се оценява на 31 km3 годишно, но тя е изключително разнообразна през отделните години. Надолу по течението след делтата в реката се вливат различни потоци, но те също не могат да компенсират загубите в района на делтата. Количеството на водите, които начлизат на територията на Нигерия, измерени преди 1980-те се оценява на 25 km3 годишно и 13,5 km3 годишно през 1980-те години. Най-важният приток на реката в Нигерия е река Бенуе, която се слива с река в Lokoja в Нигерия. Общият обем на притоците, които се вливат в реката в Нигерия е шест пъти по-висок от течението на реката на влизане в страната. Така в близост до устието се вливат 177 km3 годишно преди 1980-те и 147,3 km3 годишно и 13,5 km3 годишно през 1980-те години.
Нигер има един от най-необичайните маршрути сред големите реки на Земята. Течението и има форма на бумеранг и този факт е обърквал две хилядолетия европейски географи. Изворът на реката е едва на около 240 km от Атлантическия океан, но реката тече в противоположна посока към пустинята Сахара, след това прави остър десен завой в близост до древния град Тимбукту и накрая завива на югоизток към Гвинейския залив. Тази странна география вероятно се дължи на миналото на реката. В древността тя е била представена от две отделни реки. Първата е била част от горното течение на Нигер до Тимбукту. Тук се е образувало огромно безотточно езеро. Втората част на Нигер е започвала от района на хълмове в близост до това езеро и е текла на юг към океана.
Северната част на реката, известна като „Завоя на Нигер“ е важна област. Тук реката е най-близо до Сахара и представлява ценен източник на вода за района. Тук се е формирало и средище на търговията в Западна Сахара, превръща се и в център на развитие на древните сахелски царства Мали и Гао. Около басейна на река Нигер се формира и особен физиографски район, част от по-голямата Суданска савана.

## Хидроложки режим
Нигер е захранван от водите на летните мусонни дъждове. В горното течение на реката наводненията започват през юни и достигат максимума си в Бамако през септември-октомври. В долното течение, покачването на водата от местните дъждове започва през юни, а максимума е през септември. Средногодишният отток на Нигер в устието е 8630 m³/s, годишният отток е 378 km³, а по време на наводненията може да достигне 30 – 35 000 m³.
Водният режим на Нигер се ограничава до субекваториалните ширини на Африка и принадлежи към т.нар. судански тип. Реките от този тип се подхранват предимно с дъждовна вода и се характеризират с ясно изразен сезонен режим (максимумът обикновено е в края на лятото и есента, минимумът – през зимата и пролетта). Основните особености на водния режим на Нигер са свързани с факта, че горната и долната част на течението се намират в райони, в които падат много валежи, докато средното течение на басейна се характеризира с безводие и силно изпаряване на водите на реката.
Според данните, получени в периода на 40-годишни наблюдения (1952 – 1992), в близост до хидрометричната станция Маланвил (разположена в северната част на Бенин, на около 1100 km нагоре от устието на Нигер), средният речен дебит там е около 1053 m³/s, максималния – 2726 m³/s, а минималния – 18 m³/s.

## Растителен и животински свят
В продължение на своя курс Нигер пресича почти всички растителни зони характерни за Западна Африка. Платото Фута Джалон, където Нигер извира, е обхванато от тревиста растителност, подобна на острица. Следват саванни местности и пасища. В северната част на саваната тревата е къса и непостоянна, има трънлива храстова растителност и единични акациеви дървета. В южната част на региона тревата е висока и гъста, а дървесната растителност е по-гъста. По на юг реката тече през Джунгла, а при вливането си в океана се образуват мангрови гори.
Много разновидности на риби се намират в Нигер и нейните притоци. Описани са 256 местни вида риба, представители на няколко десетки семейства. Фауната около реката следва флората и физикогеографските региони, които пресича. Сред едрите бозайници характерни за реката са хипопотами и редките африкански ламантини, а за сушата в района – слонове, антилопи и жирафи. Реката е обитавана от нилски крокодили, съществува и голямо разнообразие от гущери. Най-голямо е богатството от птици. Тук гнездят множество видове патици и гъски. Срещат се чапли, щъркели, пеликани и фламинго. Известни са и множество крайбрежни видове птици като бекаси и дъждосвирци.

## Управление и развитие
Водата в басейна на река Нигер е частично регулирана, чрез язовирите. В Мали язовир Селинге изграден на притока на Нигер Санкарани се използва главно за добив на хидроенергия, но също така и за напояване. Два язовира съответно Сотуба до Бамако и Маркала до Сегу се използват за напояване на около 54 000 хектара. В Нигерия язовирите Каинджи и Джеба се използват за генериране на водна енергия.
Водните ресурси на река Нигер са ограничени поради повишената водовземане за напояване и поради въздействието на изменението на климата. Строителството на язовири за производство хидроенергия е в ход или са планирани нови с цел облекчаване на хроничния недостиг на енергия в страните от басейна на река Нигер. ФАО оценява че река Нигер има потенциал да напоява територия от 2,8 милиона хектара встраните по поречието на реката.

## Речен транспорт
През септември 2009 г. правителството на Нигерия отделя 36 милиарда найри за драгирането на Нигер от Баро до Вари, с цел почистването на дъното от тинята. Драгирането е предназначено за облечаване на транспортирането на товари до селищата, разположени далече от Атлантическия океан. Подобни дейности са планирани още преди няколко десетилетия, но са отлагани неколкократно. Президентът на Нигерия, Умару Яр Адуа отбелязва, че проектът осигурява възможност за целотодишна навигация по Нигер, и изразява надежда, че към 2020 г. Нигерия ще стане една от двадесетте най-индустриализирани държави в света. Алхаи Ибрахим Био, министър на транспорта на Нигерия, споделя, че министерството прави всичко възможно за завършването на проекта в планираните срокове. Изказане са опасения, че подобни работи могат да се отразят негативно на селата, разположени в крайречните зони. Към края на март 2010 г. проектът по драгирането на Нигер е завършен наполовина.

## Финансиране
По-голямата част от инвестициите за Нигер са от фондове за помощ. Например, строителството на язовира Кандаджи е финансиран от Ислямската банка за развитие, Африканската банка за развитие, фонда за развитие на Организацията на страните износителки на петрол. През юли 2007 г. Световната банка потвърждава предоставянето на кредит с ниска лихва за финансови проекти в басейна на Нигер за дванадесетгодишен период. Освен целите за възстановяване язовирите по Нигер, кредитът е предназначен за възстановяване на екосистемите и нарастване на икономическия потенциал.

## Градове по течението на реката
- Гвинея
  - Фарана
  - Сигири
- Мали
  - Бамако
  - Сегу
  - Мопти
  - Тимбукту
  - Гао
- Нигер
  - Тилабери
  - Ниамей
- Нигерия
  - Локоджа
  - Онитша